# Kromoterapija
Kromoterapija ali terapija z barvami je ena izmed metod alternativne medicine. Terapevt, ki je izučen za kromoterapijo uporablja barve in svetlobo za uravnavanje energije v človeškem telesu. Ravnovesje energije je lahko porušeno na fizični, emocionalni, spiritualni ali mentalni ravni. Izvajanje terapije je ocenjeno psevdoznanstveno.
Terapije z barvami ne moremo enačiti s terapijo s svetlobo, ki je validirana in dokazana oblika medicinskega zdravljenja sezonskih afektivnih motenj in manjšega števila drugih stanj.

## Zgodovina
Avicenna (980-1037), je trdil, da imajo barve bistveno vlogo v postavljanju diagnoze in zdravljenju. Kromoterapio omenja v svojem delu »The Canon of Medicine« – medicinski kanon. Napisal je »Barva je viden simptom neke bolezni«, hkrati je razvil tabelo, ki je povezovala barve s temperaturo in fizičim stanjem telesa. Trdil je, da rdeča premika kri, modra ali bela jo hladita, rumena zmanjšuje bolečino v mišicah in vnetje. Nadalje je pisal o lastnostih barv za zdravljenje in je bil »prvi, ki je dejal, da napačno izbrana barva za terapijo specifične bolezni ne bo sprožila nikakršnega odziva«. Kot primer je »opazoval, da človek, ki krvavi iz nosu naj ne bi gledal na stvari intenzivno rdeče barve in naj ne bi bil izpostavljen rdeči luči, saj bi to stimuliralo krvni obtok, nasprotni učinek bi naj imela modra barva, ki bi krvni pretok zmanjšala in umirila«. V 19. stoletju so zdravilci trdili, da bi lahko z barvnimi steklenimi filtri zdravili številne bolezni, vključno s konstipacijo in meningitisom. Fotobiologija, izraz za sodobno znanstveno raziskavo vpliva svetlobe na ljudi, je nadomestila izraz kromoterapija z razlogom, da se jasno loči od njenih korenin v Viktorijanskem misticizmu in da se obrani asociacij na simbolizem in magijo. 
Terapija s svetlobo je specifični način zdravljenja, ki z uporabo visoko intenzivne svetlobe zdravi specifične motnje spanja, kože ter razpoloženja.

## Pomen barv
Ajurvedska medicina opisuje, da ima človeško telo sedem glavnih čaker, ki so duhovni centri locirani vzdolž hrbtenjače in so povezane z barvo, funkcijo in organom ali organskim sistemom. V povezavi s to razlago, se lahko poruši ravnovesje barv, kar se odraža v fizični bolezni. Ta neravnovesja pa lahko popravimo z uporabo primernih barv za zdravljenje. Domnevne barve in njihove povezave so opisane kot:
| Barva     | Čakra  | Lega čakre     | Funkcija                    | Sistem s katerim je povezana |
| --------- | ------ | -------------- | --------------------------- | ---------------------------- |
| Rdeča     | Prva   | Rep hrbtenjače | Stimulacija                 | Cirkulacijski sistem         |
| Oranžna   | Druga  | Medenica       | Energijske stopnje          | Pljuča                       |
| Rumena    | Tretja | Pleksus        | Očiščenje                   | Kri                          |
| Zelena    | Četrta | Srce           | N/A                         | Srce                         |
| Modra     | Peta   | Grlo           | Pomirja bolezen in bolečino | Grlo                         |
| Indigo    | Šesta  | Čelo           | N/A                         | Koža                         |
| Vijolična | Sedma  | Vrh glave      | N/A                         | N/A                          |

## Kritika
Kromoterapijo so kritiki označili za psevdoznanost, trdijo da pogoja ovrgljivosti in preverljivosti, ki sta potrebna da smatramo poskus za veljaven, nista izpolnjena. Posledično torej ni dokazano, da je vključevanje barv ključni element v procesu zdravljenja, ki zdravi pacienta. Kromoterapijo kritizirajo zaradi pristranske statistike uspeha pri zdravljenju. Omenili so, da je placebo učinek možen faktor uspeha v zdravljenju nekaterih pacientov. Tega lahko testirajo s kontrolno skupino pri kromoterapiji.

## Psihologija barv - psihološki učinek barv

### Kako barve vplivajo na razpoloženje, čustva in vedenje
Barve, kot poteze, sledijo spremembam čustev. Pablo Picasso
Dojemanje barv je subjektivno doživetje, obstajajo pa določeni učinki barv, ki imajo univerzalen pomen. Barve v rdečem delu barvnega spektra opredeljujemo kot tople barve, vključujejo rdečo, oranžno in rumeno. Tople barve prebudijo različna čustva, od toplote in udobja do občutkov jeze in sovražnosti.
Barve iz modrega dela spektra so znane kot mrzle barve in zajemajo modro, vijolično in zeleno. Te barve so pogosto opisane kot pomirjujoče, vendar lahko prav tako prebudijo čustva kot sta žalost ali brezbrižnost.
Barve imajo pri različnih kulturah različen pomen. Nekatere starodavne kulture, vključno z Egipčani in Kitajci, so izvajale kromoterapijo ali uporabo barv za zdravljenje. Danes prištevamo kromoterapijo k holistični oziroma alternativni medicini.
Večina psihologov je skeptičnih glede terapije z barvami pri čemer izpostavljajo, da so domnevni učinki barv pretirani. Raziskave so pokazale, da so spremembe razpoloženja zaradi barv v mnogih primerih le začasne. Modra barva sobe lahko na začetku povzroči občutek miru, toda učinek bo izginil, ko bomo v sobi dalj časa.

## Vloga barv v kromoterapiji
Rdečo so uporabljali za stimulacijo telesa in misli ter za izboljšanje cirkulacije.
Rumena bi naj stimulirala živce in očiščevala telo.
Oranžna se je uporabljala za zdravljenje pljuč in za dvig energijskih stopenj.
Modra bi naj blažila bolezni in odpravljala bolečino.
Indigo bi naj pomagala pri težavah s kožo.

## Terapija z barvami

### Terapija z barvami v zdravilstvu
Rdeča - Je barva življenj in ognja. Naj bi večala srčno frekvenco, višala srednji arterijski tlak in hitrost dihanja. Je tudi barva strasti in poželenja. Aplicira se v primeru astme, anemije, okvar cirkulacije, bolezni grla in kroničnega kašlja, nikoli pa z rdečo ne zdravimo raka, ker stimulira rast celic. Pretirana izpostavitev privede do jeze, agresije, vulgarnosti in poveljevanja.
Oranžna - Gre za kombinacijo rdeče in rumene barve, ker predstavlja vzhajajoče sonce, naj bi izboljšala razpoloženje in premagala zaspanost. Zato se uporablja pri zdravljenju depresije in pesimizma. Uporablja se tudi za motnje prebave in za spodbujanje teka (anoreksija). Ima pa tudi podobne učinke kot rdeča- za zdravljenje anemije in ateroskleroze.
Rumena - Ponazarja sonce, obzorje in vitalnost. Rumena odbija svetlobo v vseh smereh, zato lahko ustvari vtis odmaknjenosti in osvobojenosti. Naj bi krepila živčevje in možgane, spodbujala metabolizem (jetra), zdravila bolezni žlez in boljšala koncentracijo. Ugodno naj bi vplivala tudi na kožo, preko odpiranja por in regeneracije.
Zelena - Na sredini barvnega spektra leži zelena in naj bi bila zato barva harmonije. Nekateri ji zato pripisujejo univerzalne zdravilne učinke. Naj bi bila barva koncentracije in pomiritve. Uporablja se za zdravljenje oslovskega kašlja, vnetji,infekcij,oteklin in za razstrupljanje organizma ter pri hormonskih neravnovesjih. Pomanjkanje zelene naj bi vodilo v zavist in občutek ranljivosti. Roza naj bi dopolnjevala učinke zelene.
Modra - Gre za barvo miru, ki pomirja. Naše telo prestavi v stanje mehkobe, oddiha in miru. Povezujejo jo tudi z govorom, sposobnostjo izražanja. Uporablja se za zdravljenje migrene in glavobolov, stresa, krčev in jetrnih bolezni. Naj bi blažila vse vrste bolečin. Pomanjkanje modre vodi v dvom, nezaupanje in melanholijo. 
Indigo - barva intuicije in dojemanja. Uporablja se za zdravljenje bolezni  nosu, ušes in oči. Pomaga tudi pri  odvajanju od  različnih odvisnosti. Tako kot modra, pomirja. Nekateri kromoterapevti govorijo o vijolični namesto indigo barvi.
Vijolična - barva čustev, ki pomirja živčni sistem in relaksira mišice. Močno je povezana z meditacijo. Uporabla se pri boleznih limfnega sistema in vranice ter urinarnega sistema. Prevelika količina vijolične vodi v prevlado in fanatizem. Bela ali magenta sta povezani z vijolično in ju kromoterapevti menjajo z vijolično.

### Terapija z barvami v garderobi
Zelena – spodbudna in zemeljska
   
Velja za eno izmed najbolj zdravilnih barv.

Modra – vedrost in umirjenost

Modra deluje pomirjajoče in vedro.

Siva ali črna – nevidnost in neopaznost

Sivine in črna barva lahko delujeta depresivno. Ali pa elegantno.

Oranžna – energična in kreativna

Oranžna barva spodbudi človeka k ustvarjalnosti.

Roza – odprto srce

Roza barva izraža sočutje in odprto srce.

Vijolična – enkratna in posebna

Z vijolično pokažemo drugim ljudem, da želimo biti opaženi.

Rdeča – močna in prepričljiva

Kadar želimo doseči močan vpliv nosimo rdečo.

Bela – svež videz – novi začetki

Bela bo zmanjšala neprijetne občutke ali razočaranja.

Rumena – vesela in srečna

Rumena je prava barva kadarkoli se želite počutiti bolje.

## Predmeti uporabljeni v terapiji z barvami:
- Dragi kamni
- Sveče/lučke
- Kristalne palice
- Kristalne in steklene prizme
- Barvne tkanine
- Terapije z barvnimi kopelmi
- Barvne leče za oči
- Laserji

## Aromaterapijain terapija z barvami
Barva rož se odraža v barvi dišečih olj. Med rastjo sprejmejo rastline energijo sončnih žarkov, ki vsebujejo barve mavrice in nam zato omogočajo, da na poseben način absorbiramo barvne vibracije v naš organizem. V nasprotju s sinteznimi substancami, ki nimajo življenjske energije v sebi, so dišeča olja napolnjena z življenjskimi pulzirajočimi vibracijami. Tako barvna kot aroma terapija sta del vibracijske medicine, ki uporablja močne vibracije elektromagnetnega spektra. Za perfektno kombinacijo aromaterapije z barvnimi vibracijami je potrebna kombinacija komplementarnih parov barv, kot sta rumena in vijolična ali roza in zelena. Obe terapiji delujeta harmonično in njuna kombinacija ustvari večji učinek.

## Terapija z barvno svetlobo
Uporablja se za otroke, ki se težko učijo. Glede na individualnost otroka se izbere barva, ki se jo položi pred otrokov učni material in to pomaga, da si otrok več zapomni. Največkrat uporabijo rumeno barvo. Uporaba modre lučke v času spanja otroka pomaga, da se otrok pomiri, lažje zaspi in sprosti.

## Terapija z barvami in avra
Avra je energijsko polje, ki nas obdaja. V njej so različne plasti, ki imajo vsaka svojo barvo. Ta pomaga pri čiščenju in obnavljanju energijskega polja. Če poznamo te barve, nas naša avra pripelje bližje našemu duhu in če znamo to izkoristiti, imamo več možnosti, da si očistimo in ozdravimo življenje. To je samo dodatna plast našega zavedanja.

## Podobne teme

### Terapija z umetnostjo
Terapija z umetnostjo je oblika ekspresivne terapije pri kateri se slika, fotografira, oblikuje ipd. Kombinira tradicionalne psihoterapevtske metode z razumevanjem psihološkega vidika kreativnega procesa.

### Glasbena terapija
Glasbena terapija je medosebni proces pri katerem terapevt uporabi glasbo in njene ostale vidike – psihične, čustvene, umske, socialne, estetske in duhovne – da pomaga pacientu izpopolniti ali ohraniti njegovo zdravje. Uporablja se tudi za izboljšanje učenja, dvigovanje samopodobe, zmanjšanje stresa, podpiranje psihičnih vaj itd.